# 蛍光

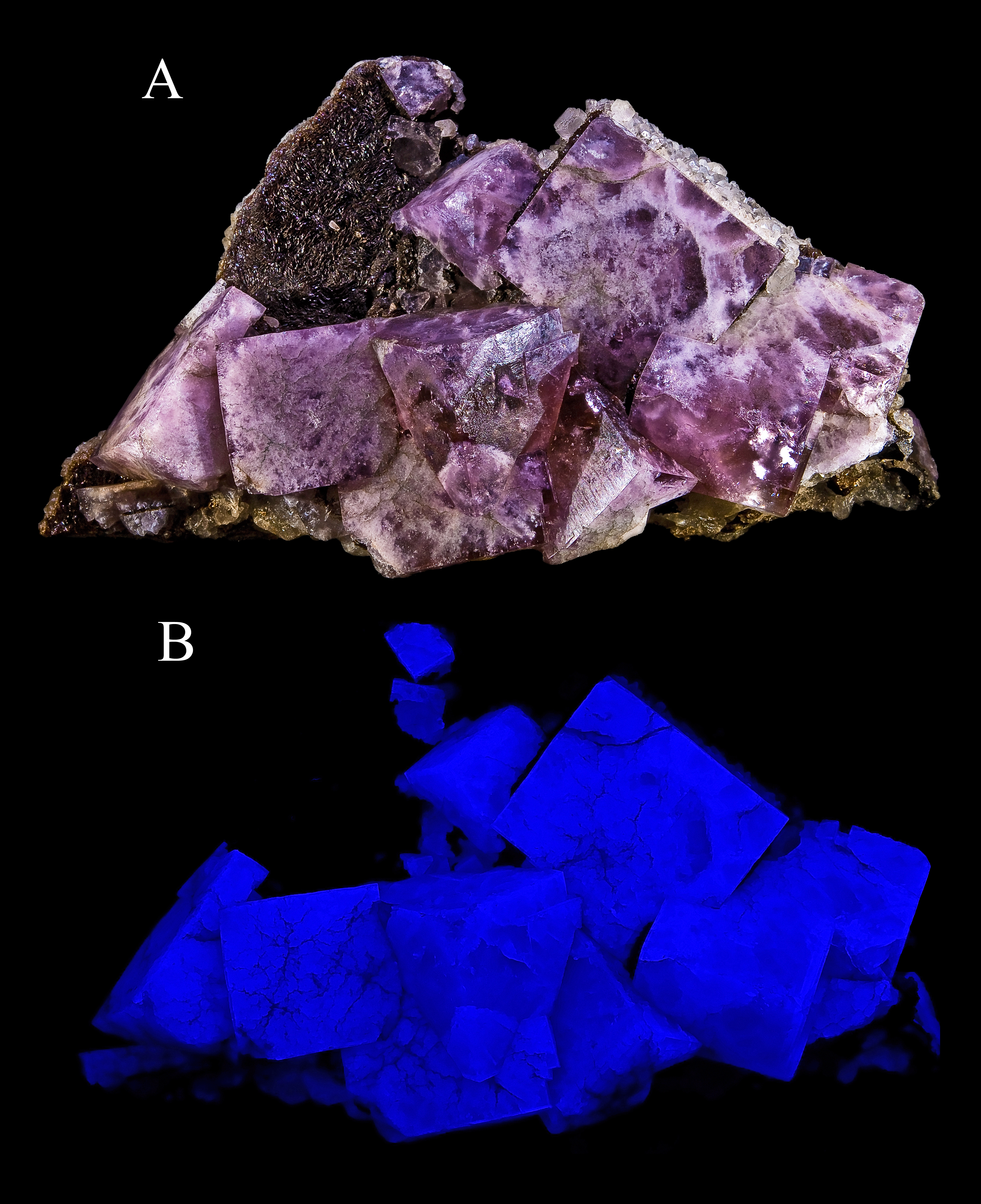
短波紫外線に照射され蛍光する蛍石（B）だが可視光線の白色を照射しても蛍光しない（A）

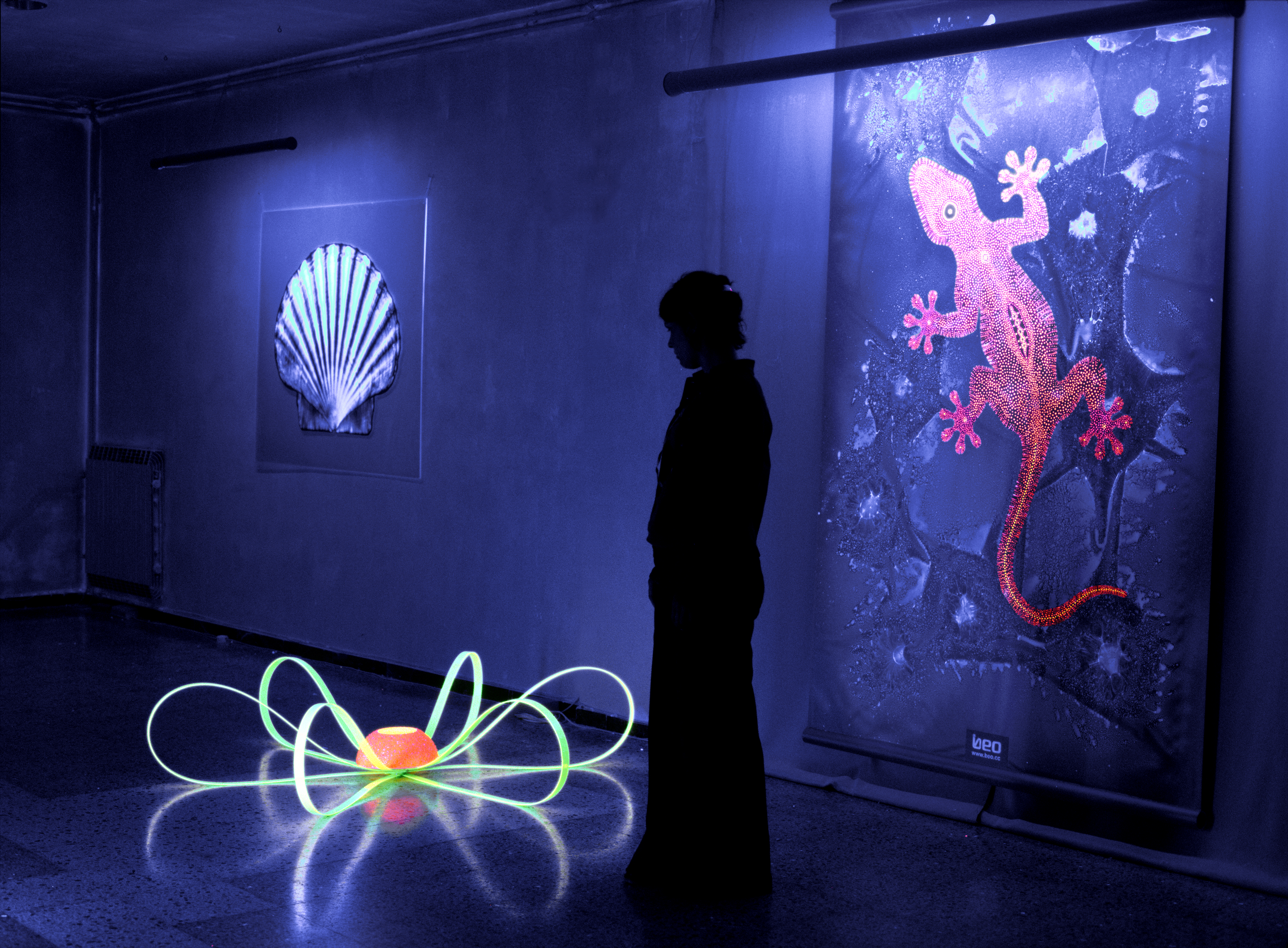
蛍光によるアート

蛍光（けいこう、英: fluorescence）とは、発光現象の分類。
- 最も広義には、ルミネセンスによる光（発光）全般を指す。
  - 広義には、ルミネセンスのうち、電子の励起源として、エネルギーの高い短波長の光（電磁波）を照射することにより生じる発光を指す（フォトルミネセンス）。この項では主にこの意味の蛍光について述べる。
    - 狭義には、広義の蛍光のうち、励起のための電磁波を止めるとすぐに発光が消失する、発光寿命が短いものを指す（厳密な定義は各種ある）。発光寿命が長いものは燐光と呼ぶ（フォトルミネセンス以外のルミネセンス全般でもこのような発光寿命の違いで「蛍光」・「燐光」の使い分けはなされている。）。

なお、蛍（ホタル）の発光は体内の酵素の化学反応により生じるエネルギーを励起源とする発光（バイオルミネセンス）（最も広義の蛍光の1つ）であり、広義の蛍光（光をエネルギー源とする発光のフォトルミネセンス）とはメカニズムが異なる。

## 最も広義の蛍光（ルミネセンス）
ルミネセンスには、ルミノールの発光のように、化学反応によって生成した励起状態にある分子からの発光（ケミルミネセンス）を含む。

## 広義の蛍光（フォトルミネセンス）

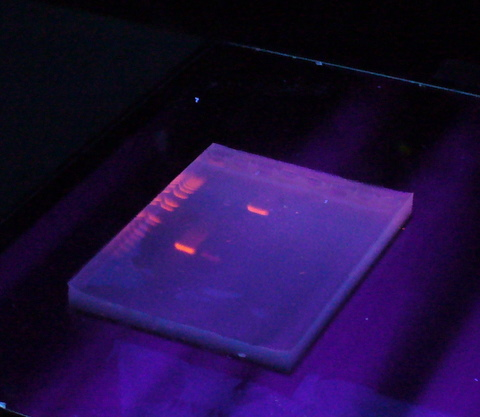
生物実験での使用例。臭化エチジウムで染色したアガロースゲル。臭化エチジウムはDNAの分子間に入り込み、紫外線が照射されると橙色の蛍光を発する。

広義の蛍光は、X線や紫外線、可視光線が照射されてそのエネルギーを吸収することで電子が励起し、それが基底状態に戻る際に余分なエネルギーを電磁波として放出するものである（フォトルミネセンス）。
フォトルミネセンスを直接観察する機器としては、主に分光蛍光光度計が使用される。また、蛍光を観測するのは吸収を観測するのに比べて感度的に優れているため、HPLC（高速液体クロマトグラフィ）などで微量分析を行うときなどには、対象物を蛍光を発する誘導体に変換して分析する方法がしばしば用いられる。
また、物質に波長の短いX線を照射すると、その構成元素の内殻の電子が原子外に弾き飛ばされる。そのようにしてできた空の軌道に外側の殻から電子が遷移し、余分なエネルギーをX線として放出する。このX線は蛍光X線と呼ばれる。蛍光X線のエネルギーは放出する元素によって決まっている。そのため特性X線や固有X線とも呼ばれる。そこで、ある特性X線がどれくらい出てくるかを調べることで、物質中のある元素を定量することができる。このような元素分析法を蛍光X線分析という。
蛍光能を有する染料は蛍光染料と呼ばれる。普段は無色であるが、紫外～可視光中の短波長域の光で青色の蛍光を発する染料は、紙や布の黄ばみを隠蔽する効果があるため、蛍光増白剤として使用される。
蛍光灯は、低圧水銀灯の内側面に、水銀の発する紫外線を吸収し、蛍光として可視光線を発する物質を塗布したものである。
蛍光を発している物質に対して、そのエネルギーを吸収できるような適切なエネルギー準位をもつ物質を添加すると、蛍光が消失する。これを消光といい、消光を起こす物質を消光剤という。

## 蛍光（狭義の蛍光）と燐光

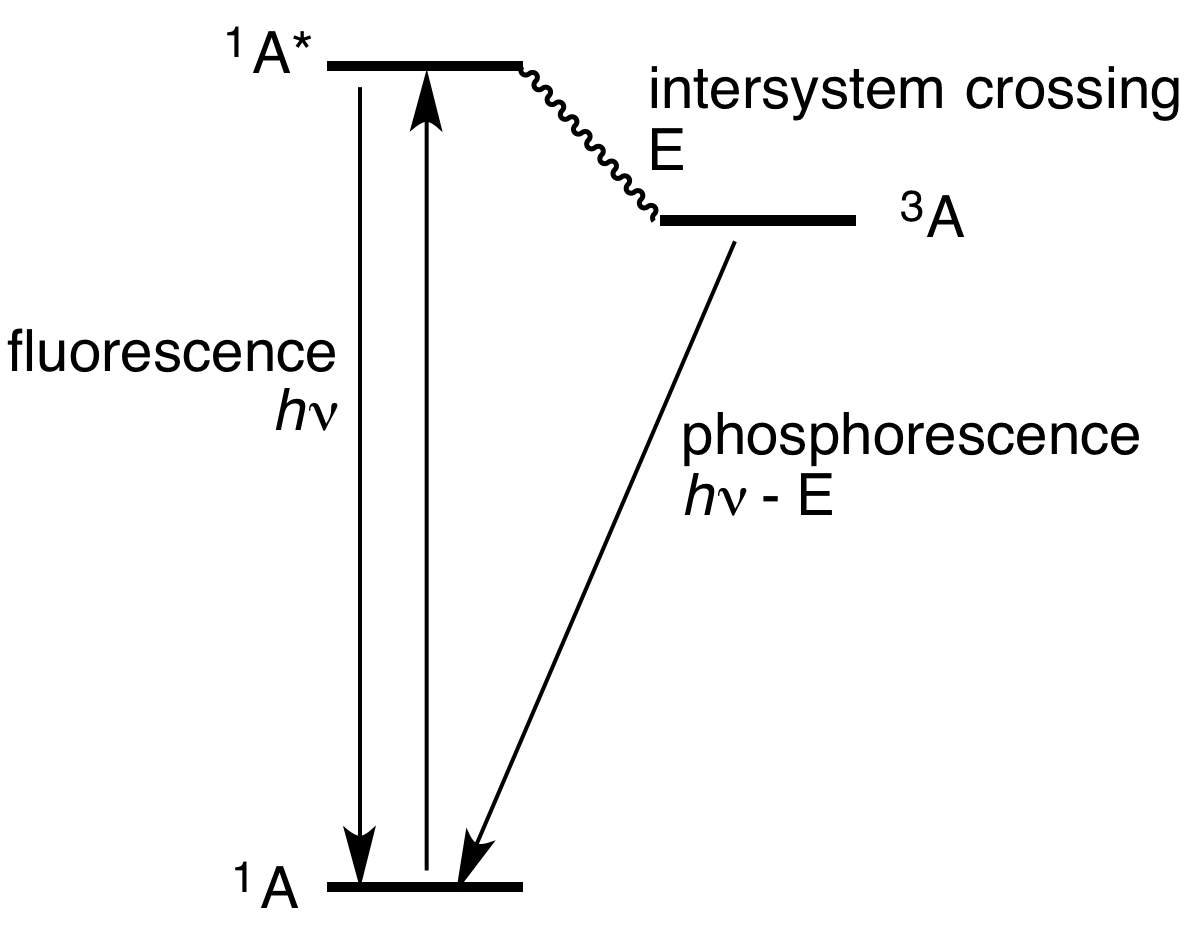
蛍光と燐光のメカニズムの違い

広義の蛍光のうち、一般的に励起のための光（電磁波）を止めて、発光が持続する寿命が短い（ほぼ無い）ものを蛍光、寿命が長く残光するものを燐光という。

- 蛍光・・・蛍光色、蛍光増白剤や蛍光不可視インク（普段は無色透明でブラックライトなどの短波長光照射中に発光発色）、プラズマディスプレイなどのモニター・蛍光灯・バックライト（冷陰極管）・ルミライト印刷の発光に使われる(無機)蛍光体（普段は無色で短波長光照射で発光発色）、生物実験（染色）での蛍光色素など。
- 燐光（蓄光）・・・蓄光塗料（夜光塗料）、避難誘導標識など。

この分類によれば、分子では発光過程の始状態と終状態のスピンの多重度が同じものを「蛍光」といい、項間交差により同じでなくなるものを「燐光」という。スピン多重度が異なる遷移は禁制であるから寿命が長くなる。但し、蛍光と同じ状態間の遷移に由来するにもかかわらず、発光寿命が長い遅延蛍光と呼ばれる現象もあることから、近年では別の分類の仕方もなされている。遅延蛍光では、励起された後に一旦スピン多重度の異なる状態への遷移が起こり、そこから禁制遷移を起こして発光過程に入る（三重励起子から再び一重励起子に戻りそこから蛍光）ので、寿命が長い。
一方、結晶では分子と異なり、スピン多重度の特定が困難であるので、発光の寿命が発光過程の遷移確率で決まっているものを「蛍光」、励起されてから発光過程に移るまでの遷移確率で決まっているものを「燐光」という。

## 蛍光色

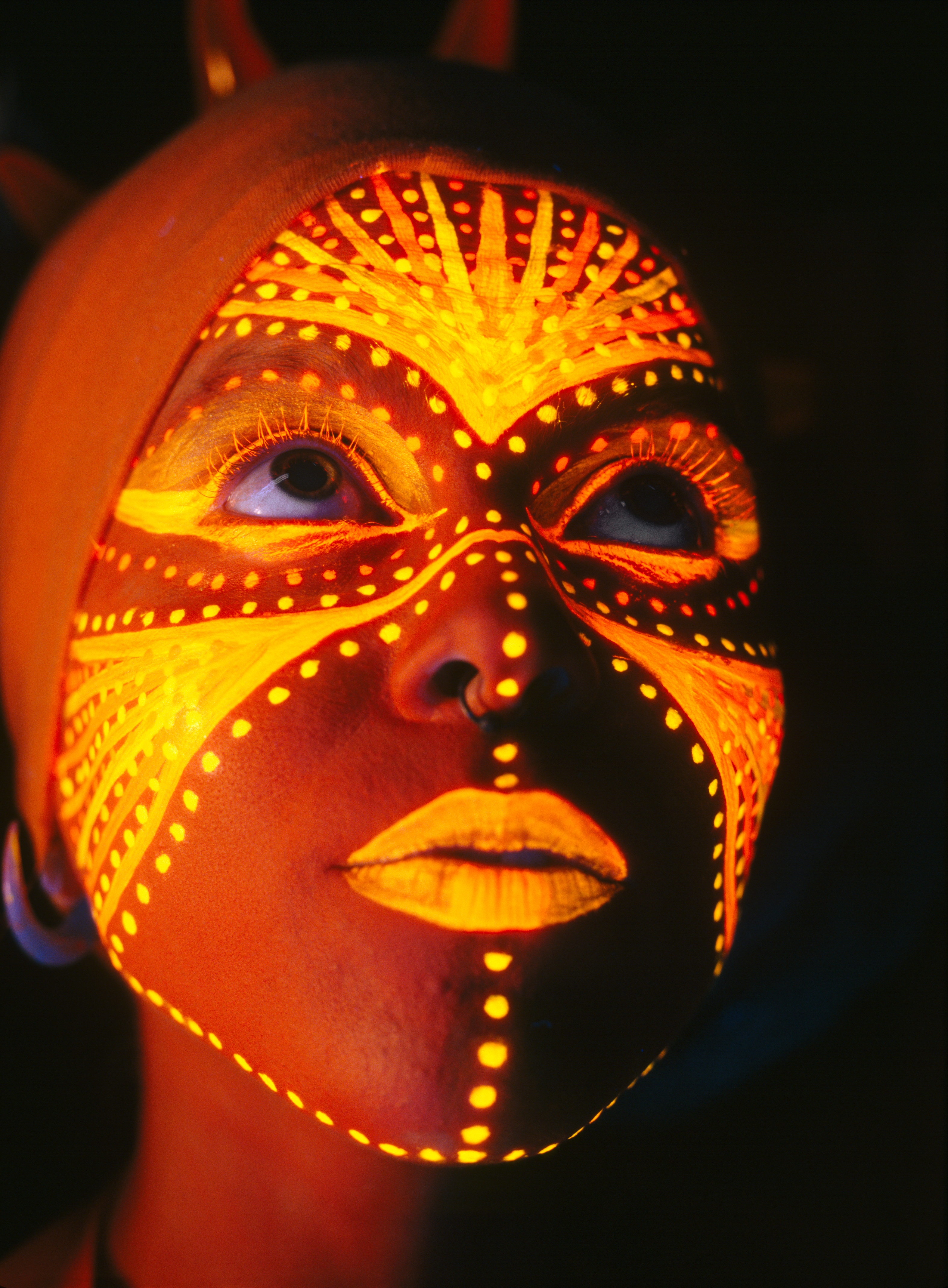
蛍光色によるペイント。ブラックライト下で強く発光している。

蛍光イエロー、蛍光オレンジ、蛍光ピンクなどで、ネオンカラーと呼ばれることもある。
蛍光顔料などの蛍光色素を用いて、塗料、印刷インキ、色鉛筆・クレヨン・蛍光ペンのインク（ラインマーカー）などの文房具や、玩具、安全防災用色材、防犯用品（カラーボールなど）にも活用されている。ロードコーンや警備員の蛍光反射チョッキなどにも、蛍光色風（一般色+蛍光色混合など）のものがある。蛍光服（Hi-visibility clothing、高視認性服）と呼ばれている。消防車の塗装にも蛍光朱赤色が使われている。これらは一般光下において、色の通常反射に加えて、紫外～可視光中の短波長域の光を吸収しフォトルミネセンスで発色しているため一般色に比べてより鮮明に見える。また、太陽光中の可視光線の減少に伴って可視光に対する紫外光の割合が高くなる朝・夕方、曇・雨天時では、より視認性が向上して見える。またブラックライト（生のUV光）照射下では更に強く発光する。通常、蓄光性は無い。

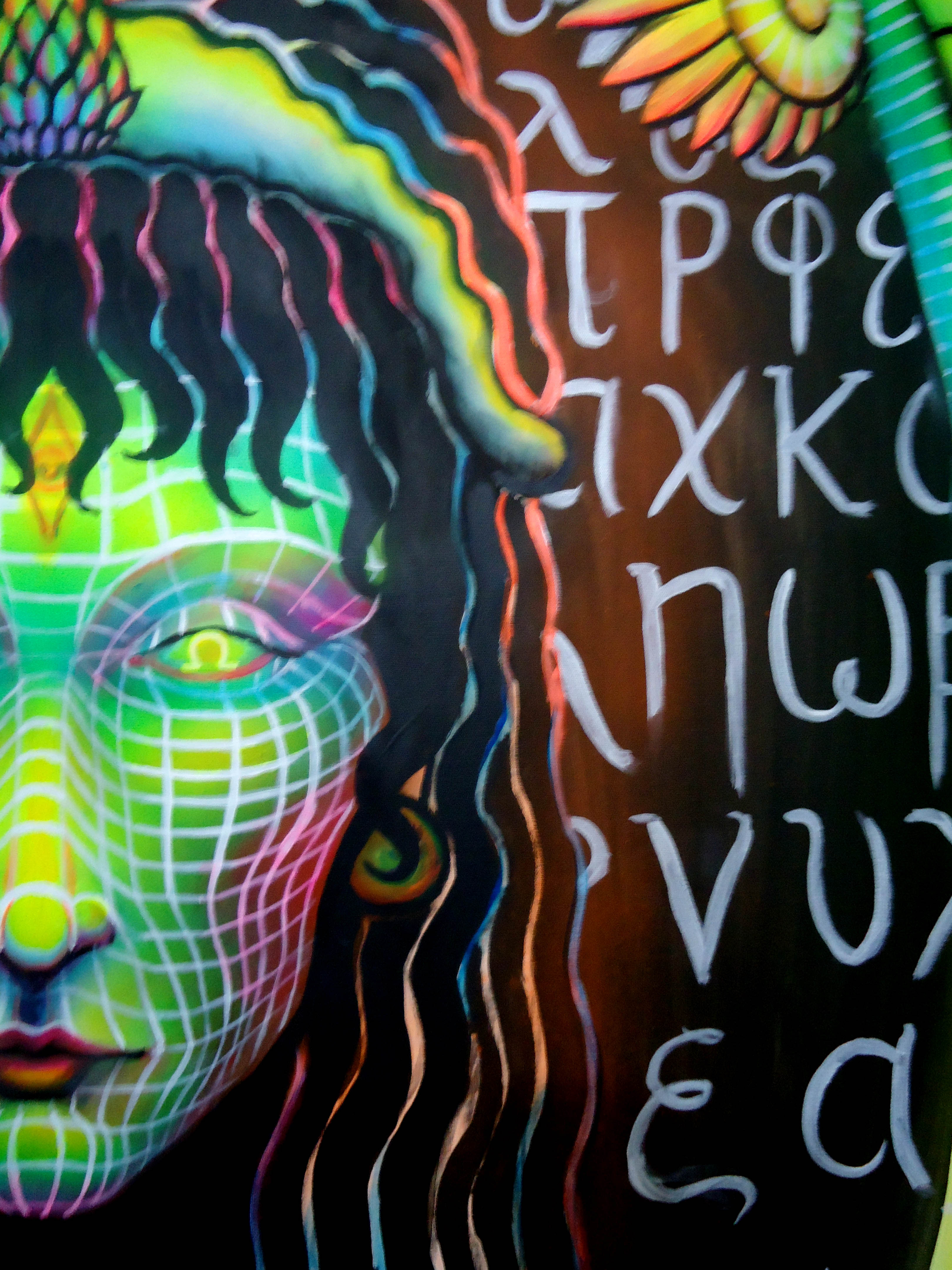
蛍光色を使用した絵画
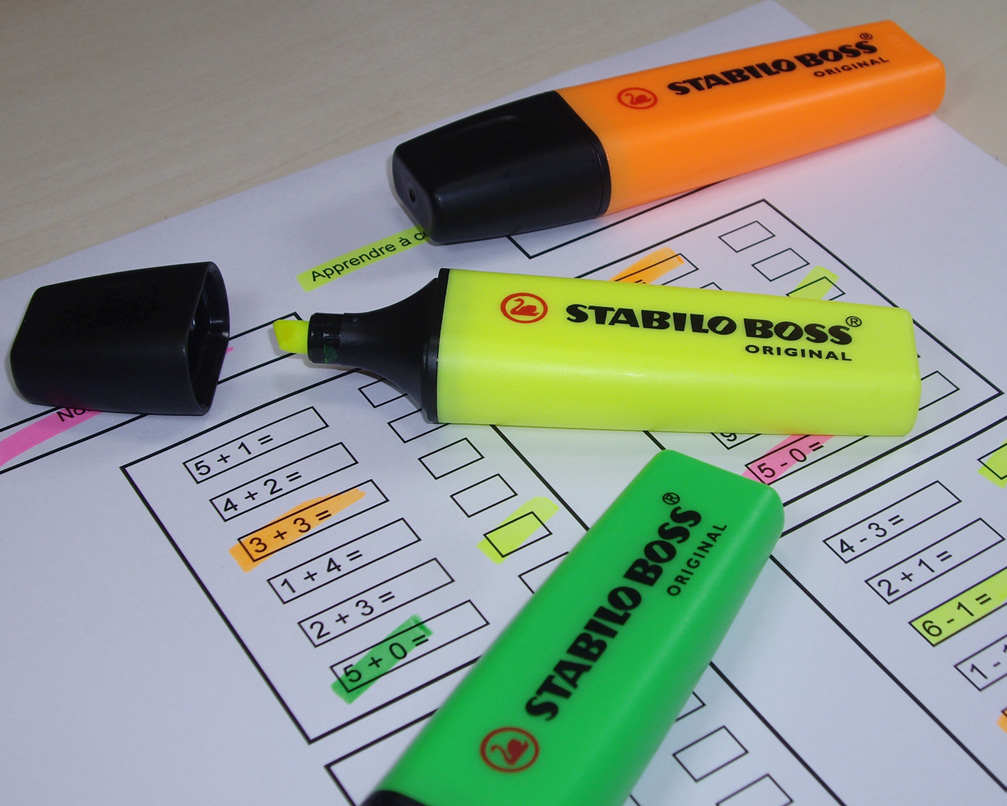
蛍光ペン
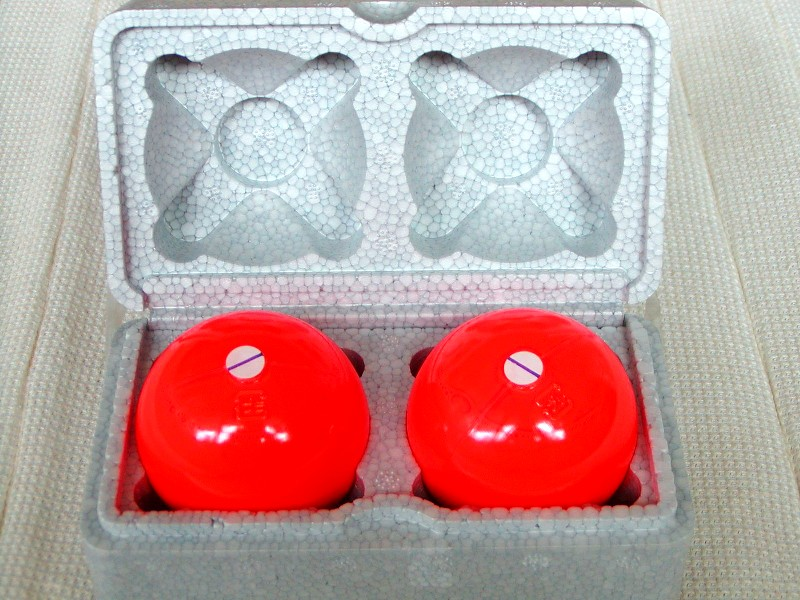
防犯カラーボール
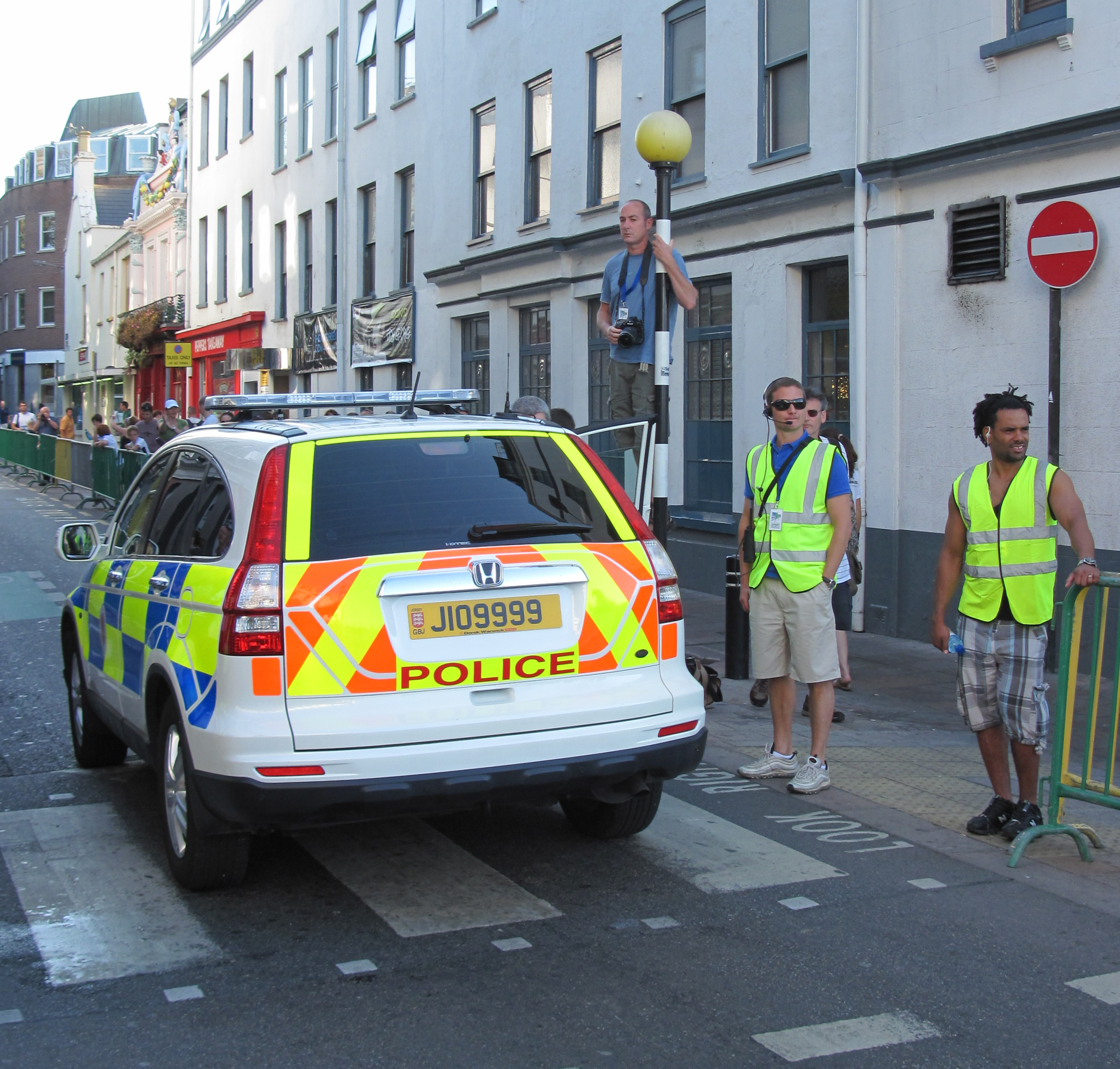
警備員
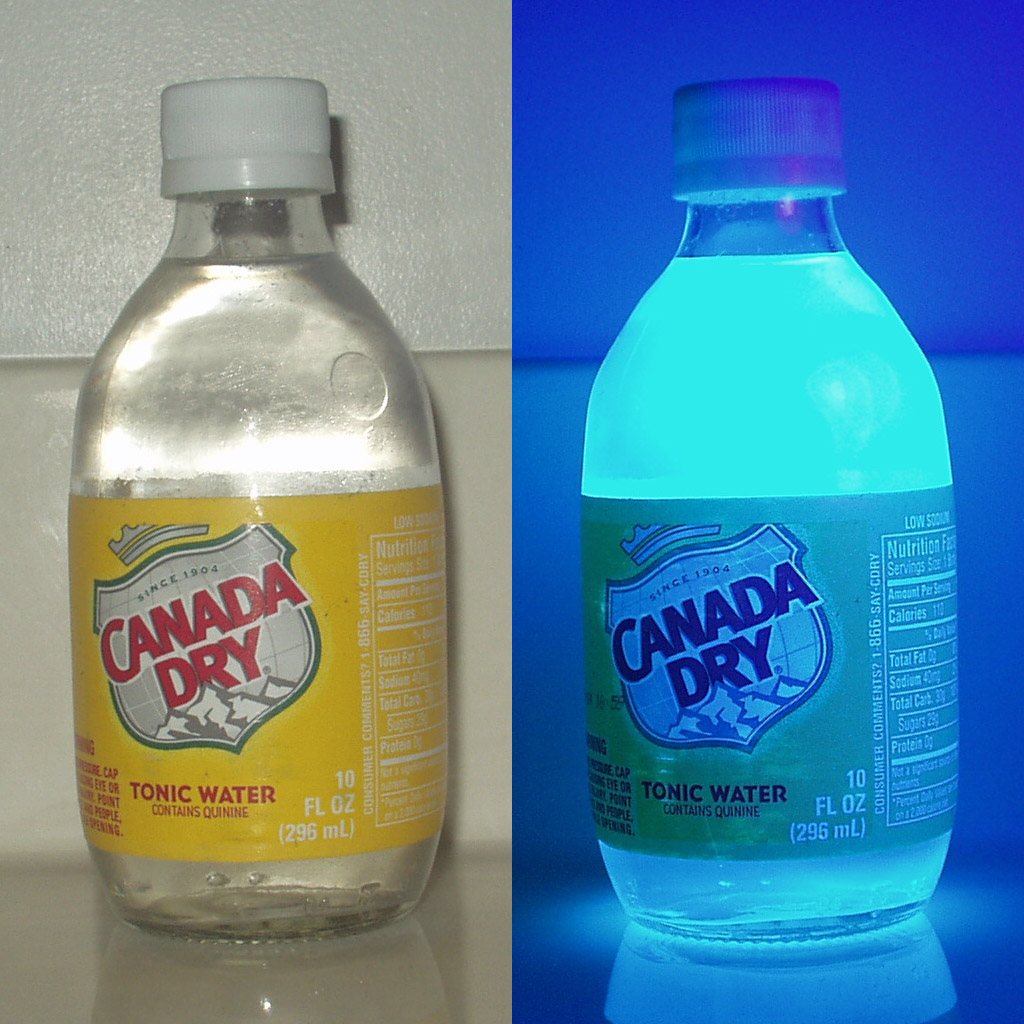
ブラックライトを当てたトニックウォーター。キニーネを含むものはこのように発光する。

## 紫外線蛍光を示す鉱物

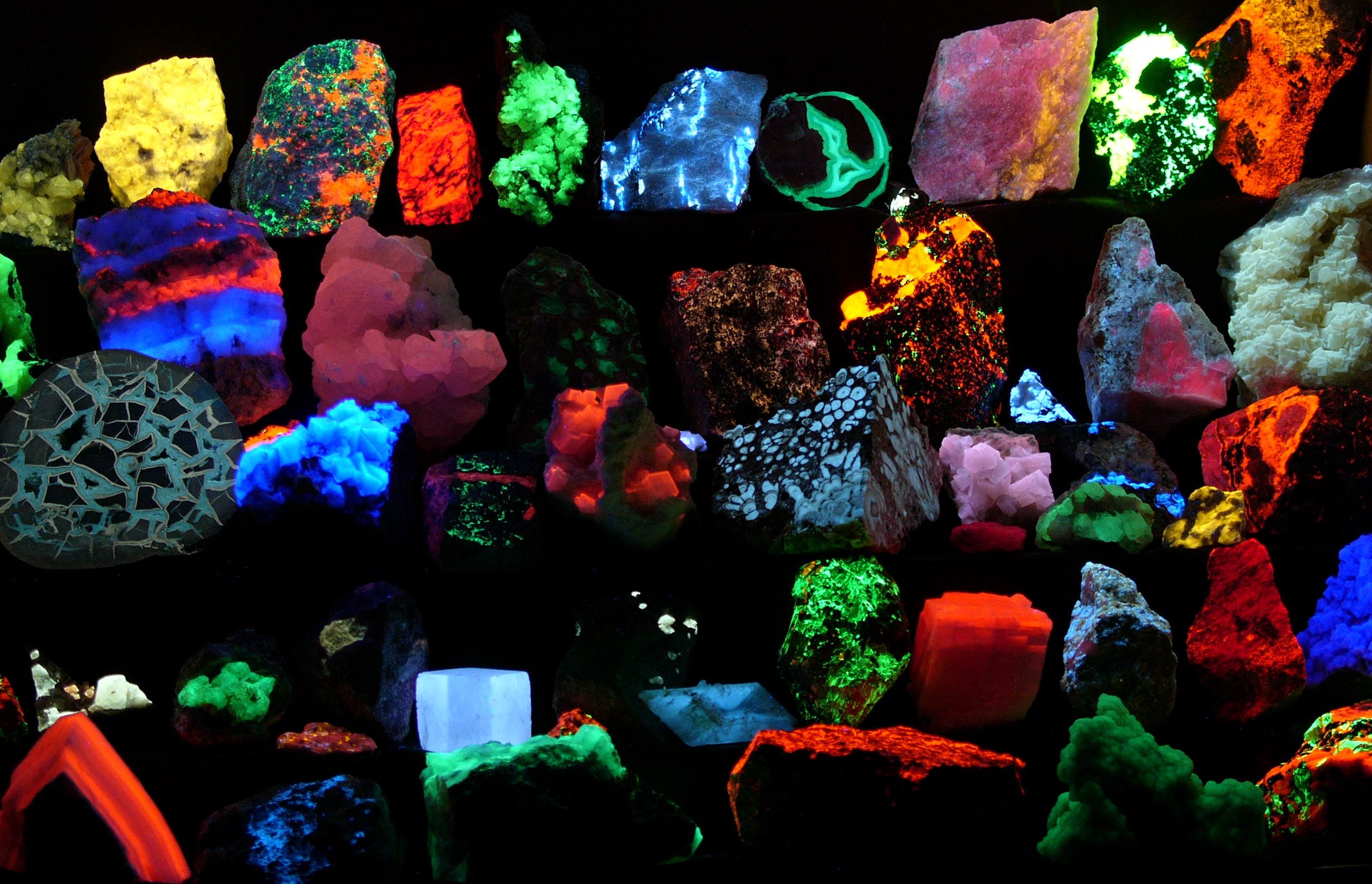
UVで発光する紫外線蛍光鉱石

紫外線の照射によって蛍光（フォトルミネセンス）を発する鉱物には次のようなものがある。ただし、産地などにより、蛍光を発しないものもある。
- 蛍石
- 方解石
- 石膏
- アダム鉱
- 燐灰ウラン石
- ウランガラス
- 燐灰石
- 灰重石
- ジルコン
- 玉滴石（オパールの一種）
- 珪灰石
- エスペライト（英語版）

## 関連人物
- 豊岡利正